# Los Tlacos
Los Tlacos es un grupo criminal del estado mexicano de Guerrero, siendo el brazo armado de la denominada Policía Comunitaria General Heliodoro Castillo, comandada por Onésimo “El Necho” Marquina Chapa, y Humberto Moreno Catalán (vocero), primo de Mario Moreno Arcos, quien fue secretario de desarrollo social en el gobierno de Héctor Astudillo Flores.

## Historia
El grupo comenzó como un cuerpo de Policía Comunitaria en mayo de 2017, siendo el cuerpo de seguridad que reemplaza a la policía municipal del municipio General Heliodoro Castillo, con el propósito de luchar contra las organizaciones criminales en la zona. Después de la conformación del grupo, tuvo conflictos contra Isaac Celis Navarrete o Isaac Navarrete Celis, apodado El señor de la I, líder del grupo criminal Cártel del Sur o Sierra Unida Revolucionaria, lo que ha provocado un aumento de la violencia en los municipios Eduardo Neri, Chilpancingo y Leonardo Bravo, teniendo en común ambos una base social sólida en los municipios que controlan.
Los Tlacos son conocidos por amenazar constantemente a periodistas, e incluido alcaldes del estado de Guerrero, por supuestamente apoyar a grupos rivales como Guerreros Unidos o "La Barredora". El grupo en un esfuerzo de crear una base social, ha llegado a controlar los precios de varios productos en municipios como Huitzuco de los Figueroa y otras localidades aledañas. Ejemplo de ello fue en octubre del 2021, cuando en un video anunciaron que por órdenes del grupo, el precio en tortillerías y carnicerías bajaría, porque supuestamente el precio de estos estaba "inflado por las extorsiones hechas por Guerreros Unidos.

### Enfrentamientos y actividad en la región
Los Tlacos son conocidos por usar extrema violencia en sus ataques, como el ocurrido el 2 de febrero del 2020, cuando se registró un ataque a balazos en la localidad de Zacacoyuca, localizado a 15 minutos de la ciudad de Iguala, dejando como saldo un muerto y dos heridos. El ataque ocurrió el jaripeo de la fiesta de San Miguel Arcángel, cerca de la media noche. Después del ataque la localidad fue abandonada casi en su totalidad, por miedo a las represalias tanto de Los Tlacos como de Guerreros Unidos.
El 22 de agosto en el poblado de Tianquizolco en Cuetzala del Progreso, que dejó un saldo de diez muertos, esto después de un fuerte enfrentamiento que duró varias horas. Los Tlacos siguieron avanzando hasta el poblado de Tianquizolco y se advierte una confrontación en la cabecera municipal de Cuetzala, considerado como el bastión de Guerreros Unidos, señalaron fuentes oficiales. Guerreros Unidos en respuesta al avance enemigo, sitió la ciudad e instaló narco retenes, además de retener en el edificio del ayuntamiento al alcalde de Teloloapan, Efrén Romero Sotelo.
Desde hace meses Los Tlacos mantienen una cruenta guerra con Guerreros Unidos y el Cártel del Sur, especialmente por el control" de la Mina Los Filos-El Bermejal (cuya producción en 2020 fue de 45,000 onzas) esto en el municipio de Zumpango del Río. Los enfrentamientos también se suscitaron por el control de plantaciones de Opio en la zona. El conflicto entre estos cárteles han ocasionado un aproximado de 300 desplazados, varios de ellos resguardados en el auditorio municipal de Chichihualco, ocasionando una crisis humanitaria en la región. En julio del 2021, cinco sicarios de los tlacos murieron en un enfrentamiento contra oficiales de la Policía Estatal de Guerrero, esto a las afueras de la ciudad de Iguala.
El 30 de septiembre del 2021, sicarios de Los Tlacos ejecutaron a un total de 20 sicarios de "La Bandera", después de haberlos interrogado, siendo abandonados los restos de cuatro sujetos, dentro de un vehículo estacionado fuera de la casa de campaña del alcalde igualteco electo, David Gama Pérez. La ejecución de los delincuentes se hizo viral en redes sociales.
No fue hasta el 22 de diciembre del 2021, cerca de un centenar de sicarios de los tlacos rescataron a dos sicarios del grupo criminal, después de ser arrestados por elementos de la SSP de Guerrero, en el municipio de Chichihualco. Una semana después, los restos de cinco personas fueron hallados en un paraje cercano a la comunidad de Metlapa, del municipio de Iguala de la Independencia.